# Kompaktverfahren Psychische Belastung
Vor dem Hintergrund der in der für Unternehmen vorgeschriebenen Gefährdungsbeurteilung der Arbeitsplätze ihrer Beschäftigten wurde für den Bereich der zu beurteilenden psychischen Belastung das Kompaktverfahren Psychische Belastung (KPB) vom ifaa – Institut für Angewandte Arbeitswissenschaft entwickelt. In einer empirischen Studie wurde festgestellt, dass das KPB den Anforderungen der DIN EN ISO 10075-3, einem Standard für Verfahren zur Erhebung und Bewertung psychischer Arbeitsbelastung, entspricht.
Das KPB ist ein Instrument der im Arbeitsschutz geforderten Verhältnisprävention. Es ist ein sogenanntes bedingungsbezogenenes Verfahren, mit dem im Rahmen eines Beobachtungsinterviews psychische Belastungsfaktoren erhoben und danach bewertet werden. Das Verfahren ist auch bei den Werkzeugen zur Gefährdungsbeurteilung der Bundesanstalt für Arbeitsschutz und Arbeitsmedizin (BAuA) aufgeführt.

## Hintergrund
Der Arbeits- und Gesundheitsschutz verlangt eine verhältnispräventive Beurteilung auch der psychischen Belastung am Arbeitsplatz. Verfahren zur Ermittlung psychischer Belastung sind nicht vorgegeben, sondern können betrieblich ausgewählt werden. Da der Arbeitgeber hier eine Wahl hat, ist die Auswahl einer Methode zur Beurteilung psychischer Belastung im Betrieb mitbestimmungspflichtig. Sofern im Unternehmen an der Auswahl keine eigenen Fachkräfte beteiligt sind, können in der Praxis bei Bedarf externe Berater hinzugezogen werden.
Das KPB wird bereits im Jahr 2000 erwähnt, die BAuA gibt 2002 als Entstehungsjahr an. Das Verfahren ist ein Instrument, das den gestellten Anforderungen mit überschaubarem Aufwand gerecht wird und von eingewiesenen Mitarbeitern angewendet werden kann, wie eine empirische Untersuchung unter Leitung von Rainer Tielsch von der Bergischen Universität Wuppertal in Hinblick auf Messeigenschaften und Praktikabilität des KPB ergab.
Im Rahmen der Studie wurde ebenfalls festgestellt, dass die Anforderungen an orientierende Verfahren gemäß DIN EN ISO 10075-3 erfüllt sind.

## Aufbau des KPB
Mit dem KPB konzentriert man sich auf die bedingungsbezogenen Aspekte der Arbeitsgestaltung insbesondere der Arbeitsorganisation. Die Strategien von Beschäftigten, Arbeitsbelastungen zu bewältigen bleiben unberücksichtigt. Der KPB ist somit rein arbeitsplatzbezogen. Die Anwendung des KPB ist in fünf Schritte eingebettet:
1. Sammlung betrieblicher Daten, wie bereits vorhandene Befragungen, Fehlzeitstatistiken, Fluktuationen, Unfälle, Beschwerden, Suchtfälle etc. sowie deren Clusterung gemäß einer vorgegebenen Tabelle,
2. Orientierung mittels einer Checkliste und anschließend die Anwendung des KPB,
3. Durchführung ergänzender Interviews anhand eines Fragenkatalogs,
4. Auswertung der Daten und Dokumentation sowie
5. Ableitung von Maßnahmen.

Der KPB selbst besteht aus Beurteilungstabellen, bei denen eine Anzahl von Items jeweils nach „Zutreffend“ oder „Nichtzutreffend“ untersucht werden. Diese sind:
- Stress,
- Psychische Ermüdung,
- Monotonie und
- Psychische Sättigung.